# Francisco de Quevedo
Francisco Gómez de Quevedo y Santibáñez Villegas (Francisco de Quevedo) (n. 14/24 septembrie 1584, Madrid, Madrid⁠(d), Spania – d. 8 septembrie 1645, Villanueva de los Infantes⁠(d), Castilia-La Mancha, Spania) a fost un scriitor aparținând „Secolului de aur” al literaturii spaniole. 

## Biografie
Născut într-o familie aparținând micii nobilimi (originare din Cantabria), copilăria lui Quevedo s-a petrecut la Curte, înconjurat de nobili și alte persoane importante, deoarece părinții săi dețineau funcții importante în palat. Tatăl său, Francisco Gómez de Quevedo, era secretarul prințesei Maria, soția lui Maximilian de Germania, în timp ce mama sa, María de Santibáñez, era servitoarea de încredere a reginei. Quevedo, deși supradotat, avea mai multe defecte fizice care aveau să-i influențeze viața și opera : avea picioarele strâmbe și mergea șchiop, era supraponderal și cu grave probleme de vedere. Rămas orfan la șase ani, s-a refugiat în cărți la Colegiul Imperial al Companiei lui Iisus din Madrid. 
În 1596 se înscrie la Universitatea Alcalá de Henares, unde studiază intens până în 1600. Pe lângă materiile studiate la universitate, studiază pe cont propriu filozofie, limbi clasice, limba arabă, ebraică, franceză și italiană. În 1601 se mută la Valladolid, noul sediu al Curții Ducelui de Lerma și studiază și Teologia, aducând câteva contribuții în acest domeniu, cum ar fi tratatul împotriva ateismului intitulat „Providența lui Dumnezeu”. Începe să devină cunoscut ca poet și este inclus într-o antologie a generației sale realizată de Pedro Espinosa Flores în 1605, intitulată „Flores de poetas ilustres” („Flori ale unor poeți iluștri”). Cu toate acestea, marea parte a operei sale nu va fi publicată decât postum, și se poate încadra în curentul literar denumit "Conceptismul" Baroc. Tot acestei perioade aparțin și unele opere scurte în proză relaționate cu viața de la Curte, scriindu-și prima versiune a celebrei cărți „El Buscón”, roman picaresc. Aceste schițe i-au adus ceva renume între studenți, dar avea să se dezică de ele în timpul maturității literare. Tot în această perioadă are loc un schimb epistolar între Quevedo și umanistul Justo Lipsio, în care cei doi deplâng războaiele care amenință să distrugă Europa. 
Când Curtea își mută din nou sediul la Madrid, Quevedo o urmează și locuiește acolo între 1606 și 1611, dedicându-se activității literare. Se împrietenește cu mari scriitori ca Félix Lope de Vega sau Miguel de Cervantes dar scrie și opere satirice împotriva dramaturgului Juan Ruiz de Alarcón (ironizându-l, culmea, pentru defectele sale fizice) sau a lui Juan Pérez de Montalbán, fiul unui librar cu care Quevedo a avut unele dispute. Cu toate acestea, ținta predilectă a ironiilor lui Quevedo a fost Luis de Góngora (considerat celălalt mare poet al Barocului spaniol și rivalul lui Quevedo), pe care l-a acuzat de a fi un „preot nedemn”, „homosexual”, „scriitor murdar si obscur”, „dependent de jocurile de noroc” sau „indecent”. Nici măcar aspectul fizic al lui Góngora nu a fost cruțat de Quevedo, care a scris satira „Unui nas”, în care se leagă de acest „apendice” al lui Góngora, relaționându-l cu un stereotip ce privea evreii. Pe de altă parte, însă, nici Góngora nu s-a lăsat mai prejos. 
Tot în acest timp Quevedo se împrietenește cu ducele de Osuna, pe care îl va acompania ca secretar în timpul călătoriei acestuia din 1613 prin Italia. Quevedo este trimis să se ocupe de unele comisioane la Nice, Veneția și până la urmă la Madrid, unde trebuie să se ocupe de intrigi în anturajul ducelui de Lerma, pentru a obține numirea ducelui de Osuna ca vicerege de Napoli, ceea ce va și reuși în 1616. Ajuns din nou în Italia împreună cu ducele de Osuna, Quevedo trebuie să se ocupe de organizarea proprietăților viceregatului și să spioneze împotriva republicii Veneția. Drept recompensă primește ordinul militar Santiago în 1618. 
Căzut în dizgrație ducele de Osuna, Quevedo este de asemenea acuzat și exilat în 1620 la Torre de Juan Abad (aparținând de Ciudad Real), unde mama sa îi lăsase moștenire o moșie. Vecinii săi, însă, nu recunoșteau însă legitimitatea actului de cumpărare, dar tribunalul nu avea să dea o sentință definitivă decât după moartea poetului, pe care îl va moșteni nepotul său Pedro Alderete. Ajuns astfel departe de intrigile curtezane, singur cu conștiința sa, Quevedo va scrie unele din cele mai valoroase poezii ale sale, cum ar fi „Retirado a la paz de estos desiertos...” („Retras în pacea acestui deșert...”) și va renunța treptat la vechile sale ambiții de mărire, studiindu-l pe Seneca și devenind unul din cei mai de seamă reprezentanți ai neostoicismului spaniol.
Venirea la tron a lui Felipe IV a însemnat pentru Quevedo ridicarea pedepsei sale, întoarcerea la viața politică și speranțe reînnoite datorită încrederii acordate Contelui-Duce de Olivares. Quevedo îl acompaniază pe tânărul rege în călătoriile sale prin Andaluzia și Aragón, ale căror peripeții le povestește în scrisori interesante. În acest timp îi denunță pe unii librari la Inchiziție pentru publicarea fără avizul său a operelor sale satirice, în realitate o tactică a lui Quevedo pentru a îi speria pe librari și a îi convinge să publice o ediție a operelor sale integrale, ediție care nu va apărea însă decât postum. 
Pe de altă parte, viața sa privată este una dezordonată, ca de burlac : fumează mult, frecventează tavernele (Góngora îl numește într-un poem satiric „don Francisco de Quebebo”, „don Francisco de Ce Beau”...) și de asemenea lupanarele, cu toate că trăiește în concubinaj cu o anume Ledesma. Cu toate acestea, este numit secretar al regelui în 1632, cel mai important post ocupat de Quevedo la Curte. Nu lipseau însă presiunile : prietenul său, ducele de Medinaceli, convins de soția sa, îl obligă pe Quevedo să se căsătorească cu doña Esperanza de Aragón, văduvă cu copii, în 1634, dar căsătoria nu durează de fapt decât trei luni, iar în 1636 Quevedo obține divorțul. 
Este de asemenea perioada unei activități literare intense. În 1634 publică „La cuna y la sepultura” („Leagănul și înmormântarea”) și o traducere a cărții „Introducere la viața evlavioasă a lui Francisco de Sales”; între 1633 și 1635 publică „Remedii pentru orice noroc”, „Epitet”, „Virtute militantă”, „Cele patru fantome”, a doua parte din „Politica lui Dumnezeu”, „Vizita și anatomia capului cardinalului Richelieu” și „Scrisoare pentru Ludovic al XIII-lea”. În 1635 este publicat la Valencia unul dintre numeroasele pamflete destinate să-l defăimeze, „Tribunalul răzbunării juste, ce se ridică împotriva scrierilor lui Francisco de Quevedo, maestru în erori, doctor în nerușinare, licențiat în bufonerii, bacalaureat în mizerii, profesor universitar în vicii și protodiavol între oameni. ” 
În 1639, cu ocazia căderii în dezgrație a Contelui-Duce, Quevedo este arestat, i se confiscă toate cărțile, și, pe jumătate dezbrăcat, este dus la mănăstirea San Marcos din León și ținut acolo până în 1643. La mănăstire, Quevedo se dedică lecturii, precum povestește într-o scrisoare moralizatoare și didactică adresată prietenului său Adán de la Parra, în care descrie pe ore viața sa la închisoare: 
„De la zece la unsprezece fac devoțiuni, și după aceea la doisprezece citesc scriitori buni și scriitori slabi; pentru că orice carte, oricât de demnă de dispreț ar fi, conține ceva bun. Catullus are erorile sale, Marcus Fabius Quintilianus e arogant pe alocuri, Cicero este absurd uneori, Seneca poate să provoace confuzie; în fine, Homer e orb uneori, iar satiricul Iuvenal are devierile sale; lui Egecias îi lipsesc unele concepte, lui Sidonius ceva subtilitate, Ennodius nu nimerește unele comparații, în timp ce Aristarc, atât de insipid, nu reușește mereu să capteze esența. Din greșelile lor încerc să învăț, iar din ce au bun încerc să fur...”
Când Quevedo a fost în sfârșit eliberat, era deja grav bolnav și a decis să renunțe la Curte și să se retragă definitiv la Torre de Juan Abad. Moare și este înmormântat într-o mănăstire din Villanueava de los Infantes, pe 8 septembrie 1645, după ce scrisese în ultima sa scrisoare că „există lucruri care sunt doar un nume și o figură”. Se spune că mormântul său ar fi fost profanat pentru a i se fura pintenii de aur cu care fusese înmormântat, și că la scurt timp tâlharul a fost prins și executat. 
Operele sale au fost editate de umanistul José Antonio González de Salas, fără să se preocupe de corectarea greșelilor, în 1648, sub titlul : „Parnasul spaniol, munte divizat în două culmi, cu cele nouă muze”; de asemenea de către nepotul său, Pedro Alderete în 1670 : „Ultimele trei muze castiliane”. În fine, ediția din secolul XX a lui José Manuel Blecua este în general apreciată.
În 1663 s-a publicat prima biografie a lui Francisco de Quevedo, scrisă de Pablo Antonio de Tarsia și cu abundență de anecdote; mai târziu se pot menționa cele ale lui Aureliano Fernández Guerra, din secolul XIX, unde Quevedo este prezentat ca un om de stat, precum și cea a lui Pablo Jauralde Pou din secolul XX, pe un ton sec și încercând să fie obiectivă.

## Analiza operei

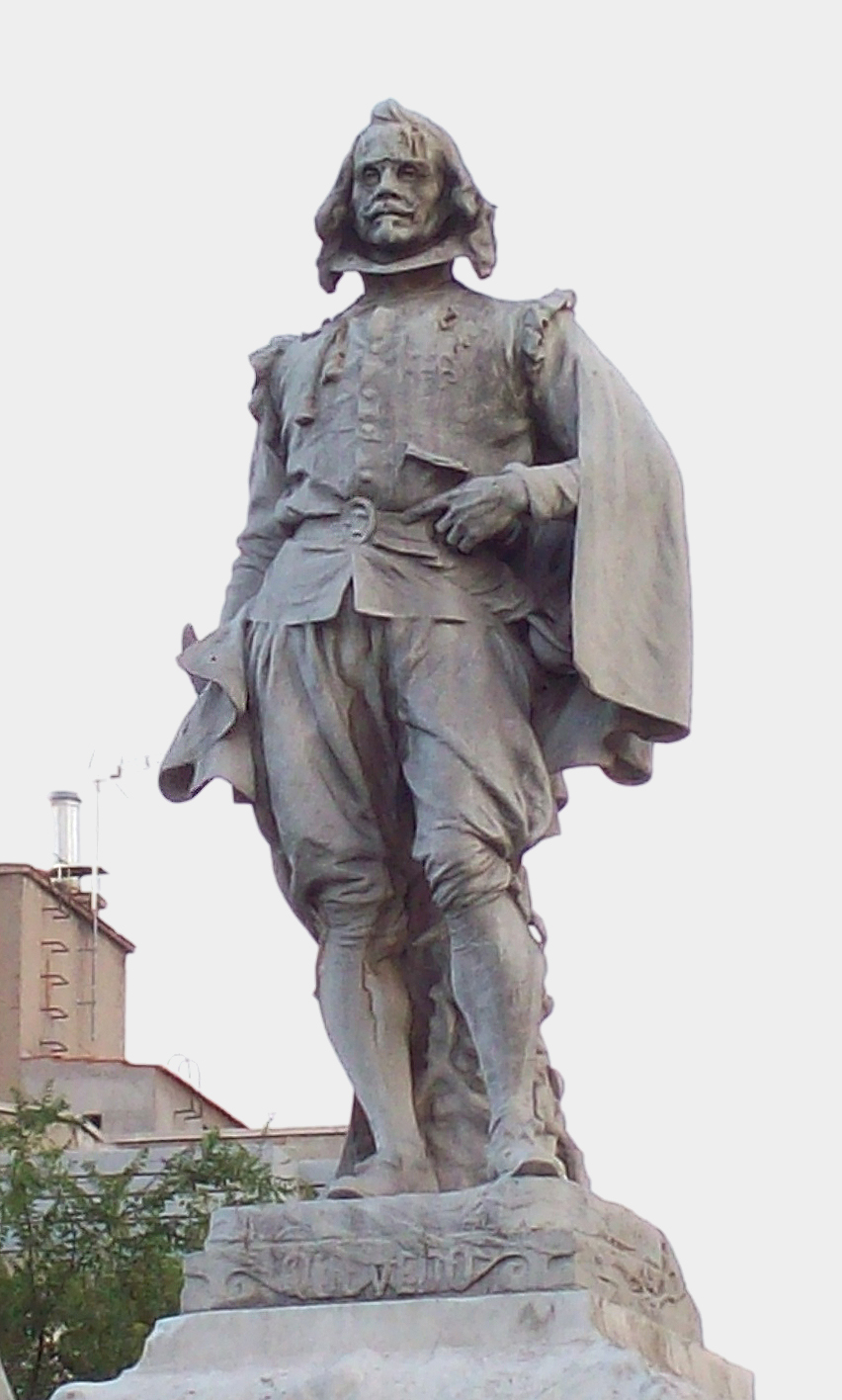
Quevedo (A. Querol, 1902, Madrid)

Compenenta cea mai originală a operei lui Quevedo este stilul, caracteristic Conceptismului de tip baroc, și prin urmare concis, eliptic și amfibologic, căutând jocul ingenios de cuvinte specific vieții la Curte. Iubitor al retoricii, a încercat să-și perfecționeze un stil bazat pe simetrii, antiteze și isocole, cel mai bine reprezentat în opera sa „Marco Bruto”. A utilizat un lexic abundant, creând de asemenea neologisme prin intermediul derivării, compunerii și stereotipiei, de asemenea flexibilizând mecanismul apoziției specificative în castiliană, procedeu utilizat apoi de scriitori ai Barocului ce i-au urmat.
În satirele sale Quevedo se apropie uneori de expresionism, datorită degradării persoanelor prin intermediul reificării sau a animalizării. S-a semnalat, de asemenea, ca o trăsătura specifică liricii sale, „esticomitia”, adică tendința de a transforma fiecare vers într-o frază cu sens complet, ceea ce face ca poeziile sale să aibă un sens densificat, respectând principiile conceptismului baroc. 

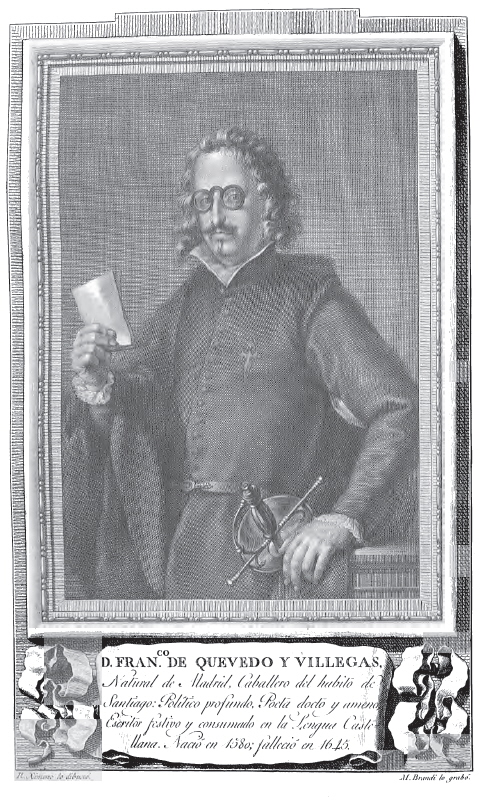
Francisco de Quevedo y Villegas (Retratos de Españoles Ilustres, 1791)

Creația poetică a lui Quevedo este în mare parte satirică, dar se consideră că în general țintele satirei sale au fost rău alese, și că, deși conștient de cauzele adevărate ale decadenței generale, pentru el totul este doar un exercițiu pentru perfecționarea stilului și că de multe ori el se amuză pe seama oamenilor simpli, nu a nobililor, cum avusese în timpul său curajul să o facă Juan de Tassis y Peralta, Conte de Villamediana, de exemplu. Quevedo a cultivat de asemenea o lirică curtezană subtilă, realizând o operă inspirată în „Il canzoniere” de Petrarca, cu aceeași temă, același stil și atingând perfecțiunea în realizare tehnică. Opera este construită în jurul unei figuri feminine, Lisi, care nu trebuie însă identificată cu o femeie reală, ci cu un arhetip al femeii. Remarcabile sunt și sonetele sale metafizice, precum și psalmii, unde poetul și-a exprimat disperarea existențială. Viziunea sa este una pesimistă, tipică pentru epoca sa, și care are unele trăsături preexistențialiste. 
Vena satirică a lui Quevedo se exprimă în primul rând prin intermediul a două creații lirice specifice literaturii spaniole : „romance”(compoziție lirică spaniolă caracterizată prin repetiția la finalul fiecărui vers par a aceleiași asonanțe și prin inexistența rimei în cazul versurilo impare) și „letrilla” (creație lirică în strofe, la finalul cărora se repetă ca un refren conceptul principal exprimat în operă), mijloace pentru a realiza o critică socială care nu ascundea motivele profunde ale decadenței Spaniei, alături de sonet. Quevedo nu putea suporta Culteranismul, al cărui reprezentant principal, Luis de Góngora, a fost atacat în numeroase opere cu caracter satiric. Împotriva pedanteriei și obscurantismului pe care i le reproșa lui Góngora, Quevedo și-a propus o să publice o ediție cu opere ale poeților renascentiști Francisco de la Torre și Fray Luis de León.
Lirica de amor a lui Quevedo, considerată cea mai importantă din secolul XVII, este una paradoxică : deși mizantrop și misogin, a fost marele cântăreț al dragostei și al femeii. A scris numeroase poeme de amor (s-au păstrat mai mult de două sute), dedicate mai multor nume de femei: Flora, Lisi, Jacinta, Filis, Aminta, Dora... Pentru Quevedo, dragostea este un ideal intangibil, o luptă între elemente contrarii, un paradox ce doare și provoacă durere, și unde plăcerea este exclusă (și totuși durerea este căutată).

## Opera

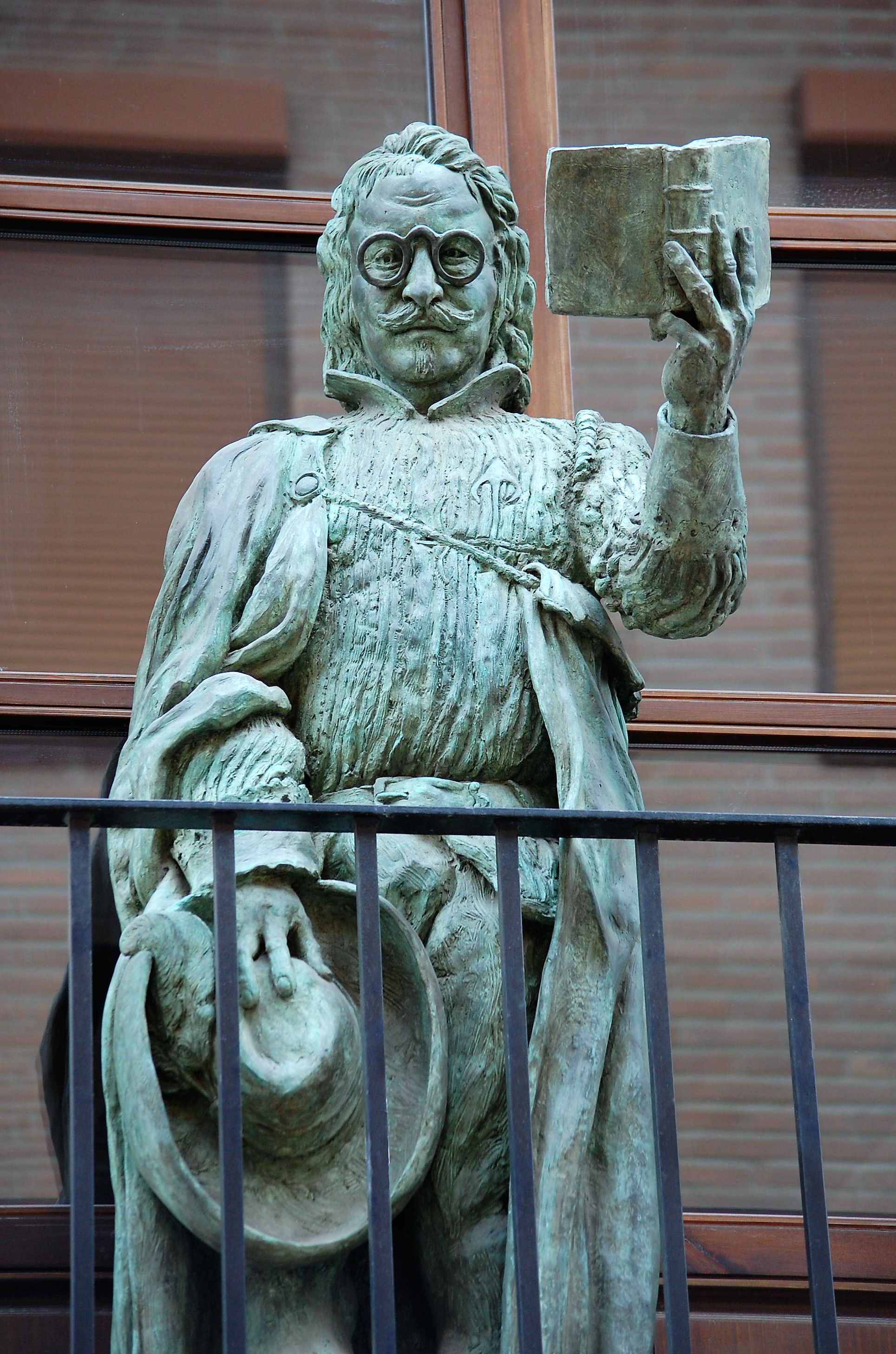
Francisco de Quevedo (Alcalá de Henares).

### Opere politice
- „Politica lui Dumnezeu, guvernul lui Hristos” (publicată în două părți, prima în 1626 și a doua în 1655)
- „Viața lui Marco Bruto” (1644)
- „Lume efemeră și deviații ale vârstei” (1621, publicată în 1852)
- „Mari anale de cincisprezece zile” (1621, publicată în 1788, referitoare la tranziția de la domnia lui Felipe III a cea a lui Felipe IV)
- „Memorial pentru patronatul lui Santiago” (1628)
- „Execrație împotriva evreilor” (1633)
- „Scrisoare adresată lui Ludovic al XIII-lea, cel preaînalt, atotputernic și plin de serenitate” (1635)

### Opere ascetice
- „Providența lui Dumnezeu” (1641)
- „Viața sfântului Pavel” (1644)
- „Viața sfântului Toma de Villanueva” (1620)

### Opere filozofice
- „Leagănul și înmormântarea” (1635)
- „Cele patru ciume ale lumii și cele patru fantome ale vieții” (1651)

### Critică literară
- „Ac pentru navigarea cultelor cu rețeta pentru a face Singurătăți într-o zi” (1631), scriere satirică împotriva poeților reprezentanți ai culteranismului
- „Limba latinofilă cultă” - manual de instrucțiuni pentru a vorbi și scrie într-o limbă modernă cu multe cuvinte din latină, ironie la adresa scrierilor lui Góngora
- „Perinola” (1633, publicată în 1788) - atac împotriva cărții „Para todos” („Pentru toți”) a lui Juan Pérez de Montalbán
- „Poveste de povești” (1626) - reducere la absurd a colocvialismelor lipsite de semnificație